# تشا سيونغ وون
تشا سيونغ وون (بالكورية: 차승원) هو ممثل كوري جنوبي ولد في 7 يونيو 1970. قام بدور البطولة في فيلم البالوعة.

## الأعمال

### أفلام
| السنة | العنوان       | الدور                     |
| ----- | ------------- | ------------------------- |
| 2010  | 71: في النار  | بارك مو رانغ              |
| 2015  | المينيون      | الراوي (بالدبلجة الكورية) |
| 2021  | ليلة في الجنة | المدير التنفيذي           |
| 2021  | بالوعة        | جونغ مان سو               |
| 2025  | لا خيار آخر   |                           |

### مسلسلات
| السنة | العنوان           | الدور        | م.    |
| ----- | ----------------- | ------------ | ----- |
| 2010  | أثينا: إلهة الحرب | سون هيوك     | [ 2 ] |
| 2017  | ملحمة كورية       | وو هوي تشول  | [ 3 ] |
| 2021  | يوم واحد عادي     | شين جونغ هان | [ 4 ] |
| 2022  | البلوز خاصتنا     | تشوي هان سو  | [ 5 ] |
| 2025  | لن أرحم أحدا      | السيد كيم    | [ 6 ] |